# НК-12
НК-12 — турбовинтовой авиационный двигатель, разработанный в СНТК Кузнецова (ОКБ-276) в 1950-х годах специально для стратегического межконтинентального бомбардировщика Ту-95. Двигатель устанавливался на Ту-142 и пассажирский Ту-114, а также на Ан-22 и на экраноплан A-90 «Орлёнок». Каждый двигатель приводит в движение два четырёхлопастных пропеллера диаметром около 6 метров, вращающихся в противоположных направлениях. Данный двигатель является самым мощным серийным турбовинтовым двигателем в мире. Самолёты с двигателями НК-12 по сей день остаются одними из самых быстрых винтовых самолётов, а транспортный Ан-22 «Антей» с двигателями НК-12МА был на момент создания самым большим самолётом в мире.
Серийное производство — с 1954 года. Изначальная мощность составляла 14800 л.с..

## История создания

### «022»
В 1946 году в посёлке Управленческом, расположенном на берегу Волги в 10 км от Куйбышева, был организован опытный завод № 2. На его базе было сформировано два конструкторских бюро: ОКБ-1 (главный конструктор А. Шайбе), и ОКБ-2 (главный конструктор К. Престель), численность работающих в 1947 г. составляла около 2500 человек, из  них 662 немцев. При организации завода предполагалось, что в СССР немцы продолжат работы, начатые ими в Германии — создание форсированных образцов серийных немецких ТРД Jumo-004 и BMW 003 и новых мощных реактивных двигателей Jumo 012 и BMW 018. Однако в конце 1946 г. появилась новая задача: разработка турбовинтовых двигателей.
Из письма заместителя министра авиапромышленности М. М. Лукина директору завода № 2 Н. М. Олехновичу от 6 декабря 1946 г.:

В ЦАГИ было проведено исследование по определению области рационального применения турбовинтовых двигателей на скоростных бомбардировщиках.
По этим исследованиям область рационального применения турбовинтовых двигателей определяется максимальными скоростями от 600 до 900 км/час.
Наибольшая выгода получается на бомбардировщиках с максимальной скоростью порядка 750—800 км/час в зависимости от тоннажа самолёта. Эта выгода выражается в увеличении дальности полета на 2000—2500 километров, что составляет примерно 80-100 % от всей максимальной дальности полета таких же бомбардировщиков с ВМГ и ТРД.
Наиболее целесообразным представляется разработка турбовинтового двигателя, обеспечивающего на высоте Н=8000 метр при скорости 800 км/час суммарную тяговую мощность порядка 4000-4500 л. с.
Предлагаю срочно дать задание главным конструкторам гг. Шайбе и Престелю на проектирование и постройку в 1947 году винтовой установки для двигателей «ЮМО-012» и «БМВ-018».

После серии опытно-конструкторских работ по турбовинтовым двигателям «022» и «028», мотокомпрессорному реактивному двигателю «032» и турбореактивному «003с» в 1948 году было принято решение объединить два ОКБ (главным конструктором объединённого ОКБ стал А. Шайбе, руководителем группы предварительного проектирования — Ю. Фогте, группы конструирования — Ф. Бранднер) и сосредоточить усилия на разработке одного двигателя — «022». В середине 1948 г. проектирование двигателя завершилось, три экземпляра передали в производство. В 1949 г., в самый разгар работ по «022», на завод № 2 пришёл новый руководитель — Николай Дмитриевич Кузнецов. Он уже имел опыт работы по немецким реактивным двигателям: в 1946 г. вместе с Климовым и Бранднером на заводе в Уфе осваивал производство Jumo 004.

### ТВД «JUMO-022» → ТВ-022 (редакция 26.05.16)
В 1946 г., в 30 км от Куйбышева, на берегу Волги, близ посёлка Управленческого, был создан опытный завод № 2, в котором организовали два конструкторских бюро: ОКБ-1 (главный конструктор А. Шайбе), и ОКБ-2 (главный конструктор К. Престель). В 1947 г. штат работников завода № 2 составил около 2500 человек, в их числе 662 немецких специалистов[4]. В штатах ОКБ на 40 советских специалистов приходилось 325 немецких конструкторов, которым предстояло продолжить начатые в Германии разработки форсированных образцов серийных ТРД Jumo-004 и BMW 003 и новых мощных ТРД Jumo 012 и BMW 018.[1].
В конце 1946 г. в рамках программы модернизации серийного бомбардировщика Ту-4, заводу № 2 была поставлена задача разработки турбовинтовых двигателей:
6 декабря 1946 г. Заместитель министра авиапромышленности М. М. Лукин, в письме (от 6 декабря 1946 г.), на имя директора завода № 2 Н. М. Олехновича сообщил: В ЦАГИ было проведено исследование по определению области рационального применения турбовинтовых двигателей на скоростных бомбардировщиках. По этим исследованиям область рационального применения турбовинтовых двигателей определяется максимальными скоростями от 600 до 900 км/час. Наибольшая выгода получается на бомбардировщиках с максимальной скоростью порядка 750—800 км/час в зависимости от тоннажа самолета. Эта выгода выражается в увеличении дальности полета на 2000—2500 километров, что составляет примерно 80-100 % от всей максимальной дальности полета таких же бомбардировщиков с ВМГ и ТРД. Наиболее целесообразным представляется разработка турбовинтового двигателя, обеспечивающего на высоте Н=8000 метр, при скорости 800 км/час суммарную тяговую мощность порядка 4000-4500 л. с. Предлагаю срочно дать задание главным конструкторам гг. Шайбе и Престелю на проектирование и постройку в 1947 году винтовой установки для двигателей «ЮМО-012» и «БМВ-018».[4]:
В первой половине 1948 г., после проведения опытно-конструкторских работ по четырём трофейным германским двигателям (ТВД «022», ТВД «028», мотокомпрессорный реактивный «032», турбореактивный «003с»), было решено объединить ОКБ-1 и ОКБ-2, сосредоточив усилия на рабочем проектировании ТВД «JUMO-022» для его производства на заводе № 2. Главным конструктором объединённого ОКБ назначен — А. Шайбе, руководителем группы предварительного проектирования — Ю. Фогте, руководителем группы конструирования — Ф. Бранднер.
В середине 1948 г. завершилось рабочее проектирование советского развития JUMO-022, и завод № 2 приступил к изготовлению трёх опытных образцов под обозначением ТВ-022.
В 1949 г. (в самый разгар освоения производства ТВ-022), руководителем объединённого ОКБ-276 на заводе № 2 был назначен Николай Дмитриевич Кузнецов, имеющий опыт работы с немецким реактивным двигателям (в 1946 г. Н. Д. Кузнецов совместно с Климовым и Бранднером на заводе в Уфе осваивали производство Jumo 004).
В 1949 г. по распоряжению Н. Д. Кузнецова, все силы ОКБ-276 были сконцентрированы на совершенствовании ТВ-022, на основе внедрения новейшей методики расчёта турбины. В результате вариантного исследования удалось повысить КПД турбины до 93 %.
В июне 1949 г. проведены заводские испытания первого опытного ТВ-022.
В 1950 г. проведены 100-часовые стендовые испытания первого ТВ-022 — прямого воспроизводства германского ГТД JUMO-022. На 100-часовых стендовых испытаниях ТВ-022 развил максимальную эквивалентную мощность 5114 э. л. с., номинальную эквивалентную мощность 4398 э. л. с. и крейсерскую эквивалентную мощность 3672 э. л. с.
Техническая характеристика ТВД ТВ-022:
Компрессор — 4-ступенчатый;
Камера сгорания: кольцевого типа, с 12 головками из сплава ЭИ-417.
Турбина: 3-ступенчатая, диски первой и второй ступеней выполнены охлаждаемыми, диск и лопатки турбины третьей ступени — неохлаждаемые.
Nэ.взл. = 5000 л. с.
Nэ.кр. = 3000 л. с.
Cе.взл. = 0,300 кг/л. с.ч.
Cе.кр. = 0,210 кг/л. с.ч.
Gв.взл. = 26,5 кг/с
n = 7500 об/мин
πк.взл = 5,6
Tг.взл = 1120 К
Gв.кр = 30 кг/с
Lдв. = 4170 мм (без винтов)
Dдв. = 1050 мм
сухая масса двигателя = 1700 кг
масса двигателя без стартера и агрегатов запуска = 1650 кг.
Турбостартер: марка ТС-1, мощность 68 л. с.
Воздушные винты: марка АВ-41, тянущие, соосные, противоположного вращения
передаточное число редуктора привода воздушных винтов: i = 0,145.

### ТВ-2и2ТВ-2Ф
В 1950 г. двигатель «022», получивший с 1951 г. русское наименование ТВ-2 («турбовинтовой двигатель-2») был установлен на испытательный стенд. После заводских испытаний он успешно прошёл 100-часовые гос. испытания и был допущен к серийному производству. Его максимальная эквивалентная мощность составляла более 5000 л. с. (мощность на валу — 4663 л. с. плюс реактивная тяга — 469 л. с.). «Двигатель ТВ-022 № 14 по своим конструктивным и эксплуатационным (в стендовых условиях) данным соответствует общим тактико-техническим требованиям ВВС СА», — отмечалось в акте по Госиспытаниям. По окончании испытаний всех немецких специалистов наградили денежными премиями. В 1951 г. два ТВ-2 проходили лётные испытания в ЛИИ на самолёте Ту-4. Их установили вместо крайних поршневых двигателей бомбардировщика. Вместо обычного четырёх-лопастного пропеллера на двигатель устанавливались соосные винты противоположного вращения 
Специалистам выдали новое задание: построить ТВД большой мощности — 12000 л. с. Такие двигатели требовались для нового стратегического бомбардировщика Ту-95. Немецкие специалисты, кроме доктора Кордеса — начальника отдела турбин, не поддерживали проект создания ТВД такой мощности, считая, что такой двигатель создать невозможно. Доктор Кордес считал, что турбину, а в первом проекте она была 4-ступенчатой, сделать можно и с хорошим КПД.
Самым простым методом обеспечить требуемые характеристики новой силовой установки было соединение вместе двух ТВ-2 с передачей мощности на один общий редуктор. Кстати, в Германии уже имелся подобный опыт — в 1939 г. фирма Хейнкель построила тяжёлый бомбардировщик Не-177 с четырьмя спаренными двигателями «Даймлер-Бенц». Правда, опыт оказался неудачным — силовые установки перегревались, во время работы возникала сильная вибрация. Но немецкие специалисты на опытном заводе №2 об этом то ли не знали, то ли предпочитали помалкивать. Все надеялись, что после выполнения задания их ждёт долгожданное возвращение на родину, и стремились закончить его как можно скорее. После согласования данной идеи с А. Н. Туполевым как временной меры, позволяющей ускорить начало испытаний бомбардировщика, работы начались .
Прежде, чем создать «сдвоенный» двигатель, необходимо было форсировать существующий ТВ-2. Этого достигли благодаря использованию нового жаропрочного сплава ЭИ-481 в конструкции турбины, что позволило повысить температуру горения. Одновременно, за счёт применения высоконапорных ступеней компрессора с малым относительным диаметром втулки увеличили расход воздуха через двигатель. Во время стендовых испытаний в 1951 г. двигатель ТВ-2Ф развивал мощность 6250 э. л. с.
В том же 1951 г. была закончена сборка двух опытных образцов спаренных двигателей, получивших обозначение 2ТВ-2Ф. Двигатели располагались бок о бок, один немного со сдвигом назад. Мощность их турбин передавались на общий планетарный редуктор с коэффициентом редукции 0.094. Он вращал два соосных винта диаметром 5,8 м. Управление спаренной силовой установкой осуществлялось одним сектором газа, связанным с командно-топливными агрегатами каждого двигателя.
После доводочных работ, в сентябре 1952 г. 2ТВ-2Ф № 13 прошёл 100-часовые стендовые заводские испытания. Посте этого, не дожидаясь результатов государственных испытаний, двигатели установили на самолёт. 12 ноября 1952 г. Ту-95 с четырьмя 2ТВ-2Ф впервые поднялся в воздух. Однако, сначала стендовые испытания, а затем и катастрофа Ту-95 (во время 17-го полёта, хотя 16 предыдущих прошли удовлетворительно) с двигателями 2ТВ-2Ф показали, что для надёжной работы необходимо создавать новый двигатель. Надо сказать, что для ускорения доводки самолёта Ту-95 в соответствии с Постановлением Правительства от 11.07.51г. он был оборудован двигателями 2ТВ-2Ф (пока не было двигателя ТВ-12). Туполев с Кузнецовым выработали план и на следующий день доложили его В. А. Малышеву — Председателю комиссии по военнопромышленным вопросам (ВПК). План заключался в следующем: работу над двигателем 2ТВ-2Ф прекратить, усилия ОКБ и опытного завода сосредоточить на двигателе ТВ-12. Создать три летающих лаборатории на базе самолёта Ту-4 (вместо одного из внутренних двигателей АШ-73ТК установить ТВ-12). Испытания же Ту-95 с двигателем 2ТВ-2Ф временно прекратить.
Малышев план принял. Этим решением был сохранён великолепный самолёт и двигатель. (В дальнейшем он много раз модернизировался и на его базе были созданы: Ту-126, Ту-142 и пассажирский межконтинентальный самолёт Ту-114).

### ТВ-2 (редакция 26.05.16)
ТВ-2 — модификация опытного ТВ-022. ТВ-2 разработан в рамках программы модернизации бомбардировщика Ту-4. Взлётная мощность 4600 кВт. Принят к серийному производству в 1951 г. с обозначением серийной марки ТВ-2 («турбовинтовой — 2»). По сравнению с ТВ-022, ТВ-2 имеет новую маслосистему с насосами большей производительности, новый турбостартер ТС-1 мощностью 60 л. с. (Gв = 1,3 кг/с, масса = 55 кг), новые соосные воздушные винты противоположного вращения марки АВ-41Б (Dвв = 4200 мм). По сравнению с ТВ-022, ТВ-2 показал лучшую экономичность (Се = 0,257 кг/л. с.ч; Се.кр = 0,198 кг/л. с.ч), ресурс ТВ-2 увеличен до 200 час.
С мая по октябрь 1951 г. в ЛИИ проводились лётные испытания двух двигателей ТВ-2 (№ 16 и № 17) на самолёте Ту-4 (№ 225402). Эти двигатели, оснащённые соосными воздушными винтами, были установлен, в новых мотогондолах, вместо крайних поршневых моторов АШ-73ТК. Самолёт совершил 27 полётов и налетал с этими двигателями 72 часа 51 минуту.[2]
8 октября 1951 г. самолёт Ту-4 № 225402 потерпел аварию из-за пожара в правом крайнем двигателе ТВ-2, возникшем во время отработки запуска двигателя в полёте, из-за попадания топлива в мотогондолу самолёта через телескопическое соединение выхлопной трубы двигателя с соплом.

### ТВ-2Ф и 2ТВ-2Ф (ред. 26.05.16)
Весной 1950 г. в ОКБ-156 А. Н. Туполева приступили к разработке предварительного проекта стратегического межконтинентального самолёта «95» — носителя ядерного оружия.
К 1951 г. выполненные в ОКБ-156 сравнительные расчёты показали, что для самолёта «95» с проектной взлётной массой до 200 т., наиболее целесообразно применить силовую установку с четырьмя ТВД с мощностью каждого 12000÷15000 л. с. В то время столь мощных ТВД ещё не существовало… Главный конструктор ОКБ-156 А. Н. Туполев вылетел в Куйбышев, для консультации с главным конструктором ОКБ-276 — Н. Д. Кузнецовым. В то время ОКБ-276 завершало доводку ТВД ТВ-2 мощностью 5000 э.л. с., для модернизации серийного бомбардировщика Ту-4. В процессе обсуждения проблемы А. Н. Туполев и Н. Д. Кузнецов согласовали возможность и сроки создания «спаренного» варианта ТВД ТВ-2, (два скомпонованных рядом, форсированных ТВД ТВ-2, работающих на общий редуктор, передающий суммарную мощность 12000 э.л. с. на два соосных воздушных винта противоположного вращения), а также возможность и сроки создания одинарного ТВД проектной мощностью 12000÷15000 э.л. с.
Примечание: В 1939 г. впервые в мире, германской фирмой «Даймлер-Бенц», был создан «спаренный» ТВД для 4-х моторного тяжёлого бомбардировщика фирмы Хейнкель Не-177, который в полёте перегревался и вызывал сильную вибрацию… Работающие в ОКБ-276 завода № 2 немецкие специалисты, вероятно об этом не знали, или предпочитали помалкивать, стремясь быстрей выполнить задание и вернуться в Германию. [3].
А. Н. Туполев принял решение установить четыре «спаренных» ТВД, мощностью каждый не менее 12000 э.л. с., на первый опытный самолёт «95», для сокращения сроков его доводки, пока не будет создан одинарный ТВД мощностью не менее 12000 э.л. с., разработка которого в ОКБ-276 велась параллельно…
11 июля 1951 г. вышло Постановление СМ СССР о разработке и постройке двух вариантов ТВД мощностью каждого, не менее 12000 э.л. с.: вариант спаренного ТВД, под обозначением 2ТВ-2Ф и вариант одинарного ТВД под обозначением ТВ-12.
В июле 1951 г. в ОКБ Н. Д. Кузнецова, приступили к разработке варианта «спаренного» ТВ-2. Для получения заданной суммарной минимальной мощности 12000 л. с., располагаемая мощность ТВД ТВ-2 (5000 л. с.) была недостаточной, поэтому потребовалось его форсировать, путём увеличения расхода воздуха за счёт применения высоконапорных ступеней компрессора с уменьшенным относительным диаметром втулок ротора и статора и повышения температуры газа перед турбиной, за счёт применения лопаток турбины отлитых из нового жаропрочного сплава ЭИ-481.
В 1951 г. были собраны два опытных «спаренных» образца ТВД, получивших обозначение марки 2ТВ-2Ф. Двигатели располагались бок о бок (один несколько сдвинут назад). Мощность турбин передавались на общий планетарный редуктор (коэффициентом редукции 0.094), приводивший в противоположное вращение два соосных винта диаметром 5,8 м. Управление режимами работы ТРД осуществлялось единым рычагом на секторе газа, связанным посредством дистанционной механической проводки, с командно-топливными агрегатами каждого ТВД.
В 1951 г. на стендовых испытаниях одинарный форированный ТВД ТВ-2Ф развил мощность 6250 э.л. с., достаточную для создания спаренного варианта.
Характеристики ТВД ТВ-2Ф:
Nэ.взл. = 6250 л. с.;
Nэ.кр. = 2550 л. с.(Н = 11000 м, Vп = 720 км/ч.);
Cе.взл. = 0,294 кг/л. с.ч.;
Cе.кр. = 0,218 кг/л. с.ч.;
Gв.взл. = 30 кг/с;
Gв.кр = 10,6 кг/с;
nвзл = 7500 об/мин;
nкр = 7100 об/мин;
πк.взл = 5,1;
πк.кр = 5,8;
Tг.взл = 988 К;
Tг.кр = 967 К;
mдв. = ….. кг.;
В сентябре 1951 г. было проведено первое испытание варианта «спаренного» ТВД 2ТВ-2Ф.
В сентябре 1952 г. после доводочных работ, 2ТВ-2Ф № 13 прошёл 100-часовые стендовые заводские испытания, в ходе которых имели место случаи возгорания двигателя… Не дожидаясь результатов государственных испытаний, 2ТВ-2Ф установили на опытный самолёт «95-1» (первый опытный прототип будущего Ту-95).
12 ноября 1952 г. самолёт «95-1» с четырьмя 2ТВ-2Ф впервые поднялся в воздух… Были начаты заводские лётные испытания самолёта «95-1», в ходе которых самолёт выполнил 16 испытательных полётов и налетал почти 25 часов.
Без происшествий (в штатном режиме) было выполнено 15 испытательных полётов…
В декабре 1952 г. ТВД ТВ-2Ф прошёл Государственные испытания.
Характеристики ТВД 2ТВ-2Ф:
Nэ.взл. = 12500 л. с.;
Nэ.кр. = 6500 л. с.(Н = 11000 м, Vп = 720 км/ч.);
Cе.взл. = 0,250 кг/л. с.ч.;
Cе.кр. = 0,190 кг/л. с.ч.;
Gв.взл. = 64,2 кг/с.;
Gв.кр = 22,5 кг/с.;
nвзл = 7650 об/мин;
nкр = 7250 об/мин;
πк.взл = 6,1;
πк.кр = 7,2;
Tг.взл = 1150 К;
Tг.кр = 1031 К;
mдв. = 3780 кг;
17 апреля 1953 г. во время 16-го испытательного полёта, на самолёте «95-1» произошёл отказ (разрегулировка) системы автоматического изменения шага всех 4-х соосных винтов. Командир корабля — А. Д. Перелёт с трудом совершил посадку на аэродром ЛИИ… Самолёт почти месяц не летал. Специалисты ОКБ и ЦАГИ вскоре выяснили причины дефекта и в месячный срок произвели необходимые доработки системы.
11 мая 1953 г. во время 17-го испытательного полёта, по программе заводских испытаний, первый опытный самолёт «95-1», оснащённый ТВД 2ТВ-2Ф потерпел катастрофу: загорелся третий двигатель → система пожаротушения сработала, но пожар не ликвидировала → мотогондола с горящим двигателем оторвалась от крыла → система изменения шага винтов четвёртого двигателя, внезапно самопроизвольно перевела лопасти во флюгерное положение (предположительно перегорела проводка дистанционного управления)→ четвёртый двигатель автоматически выключился (сработала автоматика защиты двигателя)→ резко возник, мощный путевой момент от сил тяги двух ВМУ на левом полукрыле, который не удалось компенсировать органами управления (рулём направления и элеронами)→ самолёт войдя в глубокую спираль, перешёл в крутое, почти отвесное пикирование — устремился к земле… В связи с расследованием причин катастрофы, все работы по доводке ТВД 2ТВ-2Ф были прекращены… Впоследствии, Распоряжением СМ СССР техническая документация по двигателям ТВ-2 и ТВ-2Ф, а также сами двигатели были переданы в КБ Пермского и КБ Запорожского заводов для использования инженерного опыта.
В 1954 г. прошёл государственные испытания пермский вариант ТВД ТВ-2М мощностью 7650 л. с., который был установлен на опытном пикирующем бомбардировщике-торпедоносце Ту-91 «Бычок». Спаренный вариант ТВД ТВ-2М, под обозначением серийной марки ТВД ТВ-2ВМ, был создан для вертолёта Ми-6.
Запорожским машиностроительным КБ на базе ТВД ТВ-2 был разработан модифицированный вариант под обозначением серийной марки ТВ-2Т для первого отечественного транспортного самолёта Ан-8, а турбовальный ТВ-2К применялся для подъёмных и тянущих винтов винтокрыла Ка-22.

### ТВ-12
На новом двигателе число ступеней турбины увеличили до пяти (такая турбина создавалась впервые в мире). Н. Д. Кузнецов с С. Т. Кишкиным (ВИАМ) предложили использовать литые рабочие лопатки первых двух ступеней из материала ЖС6К (созданного на основе жаропрочного никелевого сплава нимоник). Таким образом появилась возможность повысить давление в компрессоре и увеличить температуру газа перед турбиной. Для повышения КПД двигателя выполнили большое количество исследований по уменьшению потерь в лопаточных машинах, применили уплотняющие вставки, позволяющие минимизировать радиальные зазоры в турбине, создали пустотелые охлаждаемые лопатки оригинальной конструкции. Был изготовлен новый редуктор, решены вопросы регулирования ТВД с соосными винтами противоположного вращения. Конструированием планетарного редуктора наряду с русскими специалистами занимался немецкий инженер Бокерман, в проектировании пропеллера участвовал другой немецкий инженер, Эндерлайн.
В результате всех этих мероприятий удалось добиться требуемой мощности, высокой надёжности и хорошей топливной эффективности двигателя. По удельному расходу топлива он оказался намного экономичнее своего предшественника ТВ-2.
В начале 1953 г. закончилась сборка двигателя. Он был разработан в рекордные сроки и получил обозначение ТВ-12. Доводка двигателя такого типа, впервые создаваемого в СССР и в мире, шла очень напряжённо. Ощущалось сильнейшее давление на коллектив со стороны Министерства авиационной промышленности и со стороны А. Н. Туполева, который в то же время и много помогал в решении многих организационных вопросов. После отработки запуска серьёзные трудности возникли при доводке редуктора, его принципиально новой схемы планетарнодифференциальной, которая также разрабатывалась впервые.
Была разработана теория расчёта и принципы конструирования редуктора. Учёными отвергалась заложенная скорость вращения шестерен 70 м/сек при известной скорости 40 м/сек, применяемой тогда. Но была применена специальная система смазки и охлаждения шестерён, обеспечившая их работоспособность. Отдельные дефекты, касающиеся работы редуктора, устранялись уже в процессе серийного производства и при увеличении ресурса работы двигателя.
Не меньше трудностей было при доводке компрессора и турбины. Компрессор со степенью повышения давления 9,5 создавался впервые в мире. Проработка всех предложений требовала времени, которого катастрофически не хватало. А. Н. Туполев внимательно следил за доводкой и часто бывал на заводе. Его заместитель по силовым установкам К. В. Минкнер тоже часто прилетал на завод.
ЦК ВКП(б) оказывал сильное давление на Министерство авиационной промышленности (МАП), так как стратегический бомбардировщик Ту-95 был очень нужен для военного равновесия с США. В свою очередь чиновники МАПа, нервничая, посылали на завод комиссию за комиссией для оценки состояния доводки и оказания, при необходимости, помощи ОКБ и заводу.
В 1953 и 1954 годах комиссии работали под председательством великих конструкторов А. А. Микулина и В. Я. Климова. Микулин, дав отрицательное заключение по доводке, предлагал закрыть тему двигателя, хотя в отношении редуктора отозвался позитивно, выразив мнение, что его можно довести. Климов же полностью поддержал работу ОКБ, считая, что двигатель будет доведен и предъявлен на государственные стендовые испытания. Мотор ТВ-12 успешно прошёл испытания в марте 1955 года, хотя уже с конца 1954 г. его начали производить серийно.
Была ситуация, когда работу над двигателем ТВ-12 — НК-12 могли прекратить. Первый раз двигатель спас В. Я. Климов, возглавивший комиссию МАП по проверке хода создания двигателей в 1953 г. Он поддержал Н. Д. Кузнецова, порекомендовав МАП подождать и не закрывать тему. Климов считал, что нужно время и двигатель будет доведён. Так оно и произошло. Второй раз спасла мудрость А. Н. Туполева, когда после катастрофы самолёта Ту-95 с двигателями 2ТВ-2Ф во время 17го полёта (16 предыдущих прошли удовлетворительно) стоял вопрос о закрытии темы по созданию самолёта и двигателя. Собрав своих специалистов, которые обвиняли Н. Д. Кузнецова в катастрофе, Андрей Николаевич сказал: «Что же мы делаем? Ведь истина проста. Нет двигателя — нет и самолета. А вы всё чуть было своими руками не погубили: и хороший двигатель, и хороший самолет» 

### Испытания
Стендовые испытания ТВ-12 прошли успешно. Двигатель продемонстрировал требуемую мощность и высокий ресурс. Создание ТВ-12 (НК-12) было финальной работой, в которой участвовали немецкие специалисты. В конце 1953 г. последние немцы покинули завод. Окончательными испытаниями и последующим усовершенствованием двигателя занимался советский коллектив под руководством Н. Д. Кузнецова.
Для его лётных испытаний в 1953 году специально были оборудованы три самолёта Ту-4ЛЛ («Летающая лаборатория»). Двигатель ТВ-12 был установлен на месте правого внутреннего поршневого мотора АШ-73. При этом ТВ-12 превосходил АШ-73 по мощности более чем в 5 раз, а его винты по диаметру были больше примерно в 1,5 раза. Испытания проводили ведущий лётчик-испытатель М. А. Нюхтиков и ведущий инженер Д. И. Кантор. После Госиспытаний в конце 1954 в феврале 1955 года был совершён первый полёт самолёта «95-2», второго прототипа Ту-95 с двигателями ТВ-12. Серийный двигатель стал называться НК-12 — по первым буквам имени и фамилии руководителя опытного завода.

### ТВ-12 (НК-12) ред.26.05.16
В 1951 г. по инициативе А. Н. Туполева, с начальником ОКБ-276 Н. Д. Кузнецовым были согласованы, возможности и сроки создания ТВД мощностью не менее 12000 э.л. с., для проектируемого стратегического межконтинентального бомбардировщика «95» (будущего Ту-95). После согласования, незамедлительно, в ОКБ-276 под руководством Н. Д. Кузнецова, практически параллельно, приступили к разработке двух вариантов ТВД заданной мощностью не менее 12000 э.л. с.: а) «спаренного» ТВД 2ТВ-2Ф — для первого опытного самолёта и б) «одинарного» ТВД ТВ-12 (вместо первоначального проекта ТВ-10, мощностью 10000 э.л. с.) — для второго опытного самолёта. К срочным работам были подключены интернированные германские конструкторы… Начальник отдела турбин — доктор Кордес счёл возможным создать высокоэкономичную 4-х ступенчатую турбину заданной мощности, остальные же немецкие специалисты — усомнились в возможности создания столь мощного одинарного ТВД…
11 июля 1951 г. Постановлением Совета Министров СССР и ЦК КПСС № 2396—1137, и Приказом Министерства авиационной промышленности № 654, ОКБ-156 А. Н. Туполева поручалось спроектировать и построить скоростной дальний бомбардировщик с четырьмя спаренными ТВД 2ТВ-2Ф — первый вариант, с установленным сроком его передачи на лётные испытания в сентябре 1952 г., и второй вариант — с четырьмя ТВД ТВ-12, с установленным сроком его передачи на лётные испытания в сентябре 1953 г. Этим же Постановлением, в те же установленные сроки, ОКБ-276 Н. Д. Кузнецова поручалось создать два варианта уникальных ТВД мощностью каждый, не менее 12000 э.л. с.
11 мая 1953 г. во время 17-го испытательного полёта, по программе заводских испытаний, первый опытный самолёт «95-1», оснащённый ТВД 2ТВ-2Ф потерпел катастрофу. В связи с расследованием причин катастрофы, все работы по доводке ТВД 2ТВ-2Ф были прекращены…
В ходе расследования причины катастрофы опытного самолёта «95-1» (с ТВД 2ТВ-2Ф), встал вопрос о закрытии программ создания самолёта «95» и двигателя ТВ-12… Тогда А. Н. Туполев, на собрании специалистов, обвиняющих Н. Д. Кузнецова в катастрофе, сказал: «Что же мы делаем? Ведь истина проста. Нет двигателя — нет и самолета. А вы всё чуть было своими руками не погубили: и хороший двигатель, и хороший самолет» [4]
С учётом того, что установка «спаренного» ТВД 2ТВ-2Ф на первый опытный самолёт «95-1» (для сокращения сроков его испытаний и доводки, пока не было двигателя ТВ-12), была утверждена Постановлением СМ СССР и ЦК КПСС от 11.07.1951 г., А. Н. Туполев и Н. Д. Кузнецов, в целях сохранения и срочного завершения программ создания самолёта «95» и ТВД ТВ-12, согласовали План первоочередных мероприятий: прекратить работы по ТВД 2ТВ-2Ф; все усилия ОКБ и опытного завода сосредоточить на создании ТВД ТВ-12; для доводочных испытаний ТВ-12 оборудовать три летающих лаборатории на базе самолёта Ту-4 (установка одного ТВ-12, вместо внутреннего АШ-73ТК). На следующий день, этот согласованный План мероприятий для ОКБ А. Н. Туполева и ОКБ Н. Д. Кузнецова, по завершению программ создания самолёта «95» и двигателя "ТВ-12, был рассмотрен, одобрен и утверждён Председателем комиссии по военно промышленным вопросам (ВПК) — В. А. Малышевым…
В связи с официальным прекращением работ по ТВД 2ТВ-2Ф, все усилия ОКБ-276 были сосредоточены на срочном создании более надёжного «одинарного» ТВД ТВ-12 заданной мощностью 12000 э.л. с.
Разработка самого мощного в мире ТВД ТВ-12 была осуществлена в рекордные сроки… Для повышения КПД двигателя произвели многочисленные исследования по снижению потерь в лопаточных машинах. Впервые в мире был создан 14-ти ступенчатый компрессор со степенью повышения давления 13 (πк=13)с КПД = 0,88 и высокоэкономичная 5-ти ступенчатая турбина с КПД = 0,94, что является рекордом до настоящего времени. Н. Д. Кузнецов по согласованию с С. Т. Кишкиным (ВИАМ), принял решение установить на первых двух ступенях турбины литые пустотелые охлаждаемые рабочие лопатки из жаропрочного сплава ЖС6К (создан на основе жаропрочного никелевого сплава нимоник, при высокой температуре имеет предел прочности выше, чем деформируемые сплавы), что позволило увеличить температуру газа перед турбиной, повысить давление за компрессором и снизить трудоёмкость изготовления лопаток. Впервые, для уменьшения радиальных зазоров в турбине (методом притирки), на элементах проточной части статора были применены легкосрабатываемые уплотняющие покрытия. Был разработан уникальный дифференциальный, однорядный редуктор (планетарно-дифференциальной схемы), при активном участии немецкого инженера Бокермана (на основе вновь разработанной методики расчёта редуктора, опровергающей ранее определённые теоретические ограничения предельной скорости вращения шестерен 70 м/сек при известной скорости 40 м/сек). В редукторе впервые был реализована специальная система подачи масла для охлаждения поверхностей зубчатых и шлицевых соединений, впоследствии получившая применение для редукторов других ТВД. На НК-12 впервые были применены: регулировка компрессора клапанами перепуска воздуха; система регулирования подачи топлива в едином блоке (командно-топливный агрегат); надёжная система регулирования ТВД с соосными воздушными винтами противоположного вращения; система автоматического флюгирования воздушных винтов, в качестве системы защиты двигателя. Проектирование соосных воздушных винтов противоположного вращения осуществлялось при активном участии немецкого инженера Эндерлайна… В ТВ-12 удалось реализовать потребную мощность, высокую надёжность и топливную эффективность (удельный расход топлива значительно ниже чем у ТВ-2Ф).
В октябре 1952 г. ТВ-12 прошёл самые первые испытания.[А1]
В начале 1953 г. был собран первый ТВ-12 и началась его доводка на стенде. Доводка ТВ-12 шла очень напряжённо… После отработки запуска, серьёзные трудности возникли при доводке редуктора компрессора и турбины… Конструктивные дефекты редуктора, проявлялись впоследствии в лётной эксплуатации и устранялись в ходе серийного производства и доработкой эксплуатируемых двигателей по увеличении их ресурса.
ЦК ВКП(б) давил на МАП (межконтинентальный Ту-95 срочно требовался для обеспечения военного равновесия с США). МАП направляло на завод комиссию за комиссией для оценки состояния доводки и оказания помощи ОКБ и заводу. На завод часто прилетали А. Н. Туполев и его заместитель по силовой установке К. В. Минкнер и всячески содействовали решению проблемных вопросов.
В 1953 и 1954 гг. в целях контроля процесса создания ТВ-12, на заводе работали комиссии МАП под председательством выдающихся конструкторов А. А. Микулина и В. Я. Климова. Первый, дал отрицательный отзыв и предложил закрыть тему ТВ-12, но в отношении редуктора отозвался позитивно, выразив мнение, что его можно довести. Климов рекомендовал МАП не закрывать тему ТВ-12, выразил уверенность, что со временем двигатель будет доведен и предъявлен на государственные стендовые испытания.
В 1953 г. в процессе стендовых доводочных испытаний ТВ-12 В. Я. Климов, возглавивший комиссию МАП по проверке хода создания двигателей в 1953 г., поддержал Н. Д. Кузнецова и порекомендовав МАП подождать и не закрывать тему.
В 1953 г. для испытаний ТВ-12 были оборудованы три самолёта Ту-4ЛЛ. ТВД ТВ-12 был установлен на месте правого внутреннего поршневого мотора АШ-73. при этом ТВ-12 превосходил АШ-73 по мощности более чем в 5 раз, а его винты по диаметру были больше примерно в 1,5 раза. Испытания проводили ведущий лётчик-испытатель М. А. Нюхтиков и ведущий инженер Д. И. Кантор.[А1]
В конце 1953 г. ТВД ТВ-12 успешно прошёл стендовые испытания — обеспечил потребную мощность 12000 л. с. и высокий ресурс… Все немецкие специалисты были отпущены на родину… Последующие испытания и доводку ТВ-12 производили исключительно советские специалисты под руководством Н. Д. Кузнецова.
В 1953 г. для проведения лётных испытаний ТВД ТВ-12 были оборудованы три самолёта Ту-4ЛЛ («Летающая лаборатория»), с установкой одного ТВ-12 вместо правого внутреннего поршневого двигателя АШ-73ТК. ВМУ с ТВД НК-12 превосходила штатную ВМУ по мощности более чем в 5 раз, а по диаметру винтов примерно в 1,5 раза.
25 декабря 1954 г. ТВ-12 успешно прошёл 100 часовые Государственные испытания и был передан в серийное производство на Куйбышевский моторостроительный завод имени М. В. Фрунзе.[А1]
С конца 1954 г. ТВД ТВ-12 запущен в серийное производство, под обозначением марки НК-12 — по первым буквам имени и фамилии руководителя ОКБ-276 опытного завода.
Характеристики серийного ТВД ТВ-12 (НК-12):
Nэ.взл. = 12500 л. с.
Nэ.кр. = 6500 л. с.(Н = 11000 м, Мп = 0,68)
Cэ.взл. = 0,225 кг/л. с.ч.
Cэ.кр. = 0,165 кг/л. с.ч.
Gв.взл. = ….. кг/с
Gв.кр = ….. кг/с
n = 8300 об/мин
nкр = … об/мин
πк.взл = 9,5
πк.кр = …..
Tг = 1150 К
Tг.кр = … К
mдв. = 2900 кг (без винтов)
Dвв = 5600 мм
Dвх = 1005 мм
Lдв = 6000 мм
Назначенный ресурс 150 часов
В феврале 1955 г. был совершён первый полёт самолёта «95-2» (второго прототипа Ту-95) с ТВД ТВ-12.[А1] Лётные заводские испытания проводили ведущий лётчик-испытатель М. А. Нюхтиков и ведущий инженер Д. И. Кантор.
В марте 1955 г. ТВД ТВ-12 успешно прошёл испытания.

## Конструкция
Одновальный турбовинтовой двигатель НК-12МВ состоит из следующих основных узлов: 14-ступенчатого осевого компрессора, кольцевой камеры сгорания, реактивной 5-ступенчатой турбины, нерегулируемого реактивного сопла и дифференциального редуктора (передаточное отношение 0,0882). Степень повышения давления в компрессоре меняется от 9 до 13 в зависимости от высоты, а также от положения механизации компрессора. Номинальная скорость вращения вала двигателя — 8300 об/мин, каждого из двух винтов — 735 об/мин. НК-12 является самым мощным и экономичным турбовинтовым двигателем в мире (удельный расход топлива в крейсерском полёте — 0,161 кг/л. с.⋅ч), его также отличает чрезвычайно высокая надёжность.
Двигатель подвешивается к демпферам гондолы двигателя самолёта на четырёхстержневой раме-подвеске.
Силовая, несущая часть двигателя состоит из: картера вала заднего винта, картера редуктора, картера турбины, соединённого с картером редуктора четырьмя силовыми раскосами, статора турбины, задней опоры. Эти узлы вместе с картером компрессора образуют остов двигателя, внутри которого размещаются ходовая часть редуктора с валами воздушных винтов, ротор компрессора, ротор турбины, камера сгорания, приводы агрегатов и другие узлы и детали.
Ротор имеет правое направление вращения, смотря по направлению полёта. Компрессор осевого типа, 14-ступенчатый с регулируемым входным направляющим аппаратом (ВНА) и с 5-ю клапанами перепуска воздуха дроссельного типа с гидравлическим управлением. ВНА управляется в зависимости от высоты и скорости полёта, клапаны перепуска воздуха управляются в зависимости от оборотов — при запуске и работе на режиме земного малого газа открыты, при повышении оборотов до 7900 об/мин поочерёдно закрываются. Камера сгорания кольцевая с 12 головками, турбина реактивная 5-ступенчатая. КПД компрессора — 0,88, турбины — 0,94, что является рекордом до настоящего[когда?] времени. Для уменьшения радиальных зазоров были применены легкосрабатываемые покрытия на элементах проточной части статора. Для лопаток турбины были использованы литейные жаропрочные сплавы, которые при высокой температуре имеют пределы длительной прочности выше, чем деформируемые сплавы.
На НК-12 впервые была применена система регулирования подачи топлива в едином блоке КТА (командно-топливный агрегат), регулирование радиальных зазоров в турбине. Из практики зарубежного авиадвигателестроения известно, что попытка создания ТВД мощностью более 10 000 л. с. вызвала большие трудности в конструировании достаточно надёжного редуктора с высоким КПД и малой массой и окончилась неудачей. В ОКБ Н. Д. Кузнецова эта задача была решена в содружестве с М. Л. Новиковым — профессором Военно-воздушной академии им. Н. Е. Жуковского благодаря применению зубчатых передач оригинальной конструкции.
Двигатель имеет замкнутую маслосистему с 205—210 литрами (на Ту-95МС) масла МН-7,5У (или маслосмеси, состоящей из 75 % масла МС-20 или МК-22 и 25 % МК-8П).

## Воздушные винты АВ-60 и АВ-90
С двигателем НК-12 используются тянущие автоматические соосные винты изменяемого шага, с центробежным фиксатором шага, гидроцентробежным механизмом поворота лопастей с установкой лопастей во флюгерное положение и на упор промежуточного угла — АВ-60К либо АВ-60Н на Ту-95, Ту-114 и Ту-142, АВ-90 на Ан-22. АВ-60К состоит из двух четырёхлопастных флюгируемых винтов противоположного вращения с изменяемым в полёте шагом и электрической системой противообледенения. Автоматическое флюгирование винтов используется как система защиты двигателя и самолёта. При отказе двигателя лопасти поворачиваются по потоку, для чего в самолёте имеется система автофлюгирования, также система принудительного флюгирования посредством нагнетания масла во втулку винта электронасосом и резервного необратимого флюгирования — подачей сжатого воздуха, при этом золотник флюгирования в регуляторе винта переключается воздухом и винты флюгируются настолько, насколько хватит давления масла в системе. Направление вращения винтов, если смотреть по направлению полёта, переднего винта — правое, заднего винта — левое.
Лопасти алюминиевые, масса каждой — 96 кг; масса переднего винта — 518 кг, заднего — 637 кг, общая — 1190 кг; диаметр 5,6 м, расстояние между плоскостями вращения винтов — 650 мм. Винт АВ-90 отличается прежде всего диаметром (6,2 м) и формой лопастей, а также технологией их изготовления: если у винта АВ-60 корневая и концевая части лопасти сварены волнообразным швом, то линия сварного шва лопасти винта АВ-90 имеет прямые углы.
На модификации Ту-95МСМ используются новые винты АВ-60Т, которые позволяют снимать полную мощность с НК-12ПМП.
Винты разработаны в ОКБ-150 (позднее, Ступинское КБ машиностроения, сейчас[когда?] — НПП «Аэросила»).

## Топливо
Двигатель без проблем может работать на большинстве производимых в мире сортов авиационного топлива. В частности, из советских/российских могут применяться все основные виды авиакеросина: Т-1, ТС, РТ, Т-8В с азотированием.

## Модификации
- ТВ-2: Доведен до производства, использовался очень ограниченно.
- 2ТВ-2Ф: Сдвоенный вариант ТВ-2. Испытания окончились неудачей.
- ТВ-12, он же НК-12: Первый серийный вариант. Предполагалось установить на транспортно-десантный самолёт «Ю», но проект был закрыт.[7]
- НК-12М: ТВД повышенной мощности. Первое испытание НК-12М состоялось в сентябре 1955 года, Госиспытания 19 июня 1956 года.
- НК-12МА: Устанавливался на самолёт Ан-22. Воздушный винт (АВ-90) диаметром 6,2 м.
- НК-12МВ: Устанавливался на Ту-95К, Ту-114, Ту-126, Ту-142. Воздушный винт диаметром 5,6 м и массой 1 155 кг.
- НК-12МК: Устанавливался на экранолёт «Орлёнок».
- НК-12МП: Устанавливался на ракетоносец Ту-95МС и Ту-142М. Серийное производство начато с 1979 года. Он создан на базе мотора НК-12МВ четвёртой серии, модернизированного путём установки генератора переменного тока постоянной частоты и связанных с этим новой коробкой приводов, мест крепления на корпусе компрессора, изменения прокладки электроцепей и трубопроводов. С 1987 г., после внесения в конструкцию дополнительных изменений для повышения надёжности при условиях климата с высокой влажностью двигатель выпускается под индексом НК-12МП серия 2 или НК-12МПТ[8].
- НК-12СТ, НК-14СТ: приводы газоперекачивающих агрегатов ➤.
- НК-14Э: привод электрогенератора в блочно-модульных электростанциях ➤.

| Модификация                                          | Jumo 022 (проект) | ТВ-2         | 2ТВ-2Ф        | ТВ-12        | НК-12        | НК-12М       | НК-12МА      | НК-12МВ                     | НК-12МК      | НК-12МП         |              |
| Общие данные                                         | Общие данные      | Общие данные | Общие данные  | Общие данные | Общие данные | Общие данные | Общие данные | Общие данные                | Общие данные | Общие данные    | Общие данные |
| ---------------------------------------------------- | ----------------- | ------------ | ------------- | ------------ | ------------ | ------------ | ------------ | --------------------------- | ------------ | --------------- | ------------ |
| Применение                                           | проект            | Ан-8 Ту-91   | Ту-95 опытный | Ту-4ЛЛ Ту-95 | Ту-95        | Ту-95 Ту-114 | Ан-22        | Ту-95К Ту-114 Ту-126 Ту-142 | «Орлёнок»    | Ту-95МС Ту-142М |              |
| Начало проектирования                                | 1944              | 1947         | 1951          | 1951         |              |              |              |                             |              |                 |              |
| Начало наземных испытаний                            | нет               | 1949         | 1952          | 1953         |              | 1955         |              |                             |              |                 |              |
| Начало лётных испытаний                              | нет               | 1952         | 1952          | 1954         |              |              |              |                             |              | 1979            |              |
| Произведено                                          |                   |              |               |              |              | 578          |              | 806                         |              |                 |              |
| Массогабаритные характеристики                       |                   |              |               |              |              |              |              |                             |              |                 |              |
| Масса, кг                                            | 3000              | 1700         | 3780          | 2900         | 2900         | 2900         |              |                             |              | 3500            |              |
| Длина, мм                                            | 5600              | 4200         |               | 4800         | 6000         |              |              |                             |              | 4837            |              |
| Диаметр, мм                                          | 1080              | 1050         |               | 1200         | 1005         |              |              |                             |              | 1620            |              |
| Рабочие характеристики                               |                   |              |               |              |              |              |              |                             |              |                 |              |
| Мощность, л. с. на взлётном режиме                   | 6000              | 5000         | 12500         | 12000        | 12500        | 15000        | 15265        | 14795                       | 13465        | 15000           |              |
| Ресурс, часов                                        |                   |              |               |              | 150          | 300          |              |                             |              | 5000            |              |
| Температура газа перед турбиной, °C                  |                   | 777          |               | 977          | 877          | 877          |              |                             |              | 877             |              |
| Степень сжатия                                       | 5,5               | 5            | 6             | 9,5          | 9,5          | 9,5          |              |                             |              | 9,7             |              |
| Расход воздуха, кг/с                                 |                   |              |               |              |              |              |              |                             |              | 65              |              |
| Расход топлива, кг/э.л. с.·ч (на крейсерском режиме) | 0,36              | 0,32         | 0,25          | 0,16         | 0,165        | 0,158        |              |                             |              | 0,161           |              |
| Удельная мощность, л. с./кг                          |                   |              |               |              |              |              |              |                             |              | 4,29            |              |

## Наземное применение
Для решения проблемы транспортировки газа в 1974 году был создан газотурбинный привод НК-12СТ. В его конструкции осуществлена идея использования авиационного двигателя типа НК-12 в качестве привода газоперекачивающих агрегатов ГПА-Ц-6,3. Были выполнены работы, позволившие использовать природный газ, перекачиваемый по трубопроводам, в качестве топлива для двигателя. Это позволило обеспечить газоперекачивающие агрегаты мощным газотурбинным приводом с малой массой и небольшими габаритами (мощность привода 6300 кВт), а также осуществить полную автоматизацию газоперекачивающих агрегатов и обеспечить полную автономию двигателя, не требующую дополнительных источников тепла, топлива и водоснабжения.
Три первые ступени турбины двигателя работают на привод компрессора двигателя, образуя с ним турбокомпрессор (ТК), а четвёртая вращается на отдельном валу, выведенном из двигателя назад — это свободная турбина (СТ). Вместо газотурбинного стартёра ТС-12М на двигателе установлен воздушный стартёр ВС-12, для привода которого используется сжатый газ из газопровода. Номинальная мощность — 8560 лс (6300 кВт), обороты ТК — 8280 мин−1, обороты СТ — 8200 мин−1, мощность сохраняется до температуры окружающего воздуха +35 °С с повышением оборотов ТК до 8500 мин−1. Минимальная мощность — 5440 лс (4000 кВт), обороты ТК — 7700 мин−1, рабочий диапазон оборотов СТ — 6150—8500 мин−1. Межремонтный ресурс двигателя — 11 тысяч часов, назначенный — 33 тысячи часов (включая два ремонта).
Серийный выпуск агрегата ГПА-Ц-6,3 был налажен в 1975 г., за время серийного производства изготовлено около 2000 двигателей, их средняя наработка составила около 40 тыс. часов. Они эксплуатируются более чем на 100 компрессорных станциях в составе более 800 газоперекачивающих агрегатов. По состоянию на 2005 год в эксплуатации находилось более 1 750 установок этого типа. Производительность газоперекачивающего агрегата с данным двигателем — 11 млн м3 газа в сутки.
Однако выработка ресурса и устаревание двигателя диктует необходимость его модернизации. Производитель двигателей НК-12, ОАО «Моторостроитель», подготовил замену двигателю НК-12СТ и начал выпуск более совершенного двигателя НК-14СТ, который полностью взаимозаменяем с ним в газоперекачивающих агрегатах, и является его модифицированной версией. За счёт изменения камеры сгорания, турбины турбокомпрессора, основной и свободной турбин удалось повысить мощность и КПД двигателя. Модифицированный двигатель НК-14СТ с регенеративным циклом имеет КПД до 41,5 %. Также он может использоваться в качестве силовой установки для судов на подводных крыльях.
Существует вариант модернизации, заключающийся в замене газотурбинного двигателя НК-12СТ, имеющего КПД 24 %, на газотурбинный двигатель производства ОАО "НПО «Сатурн» ГТД-6,3РМ с КПД 33 %. Также предлагаются варианты продления ресурса агрегата, повышение его КПД и мощности за счёт поузловой реновации, в частности, за счёт замены силовой турбины.
НК-14Э — модификация газотурбинного двигателя НК-14СТ, предназначенная для использования в качестве привода генератора в блочно-модульных электростанциях типа БГТС-9,5 и АТГ-10. На базе этого двигателя спроектирована теплоэлектростанция АТГ-10, способная обеспечить электроэнергией небольшие города и посёлки, промышленные и строительные объекты, удалённые от центральных энергоносителей.
| Модификация                                     | НК-12СТ       | НК-14СТ       | НК-14СТ-10    | НК-14Э        |
| ----------------------------------------------- | ------------- | ------------- | ------------- | ------------- |
| Мощность на выводном валу, кВт                  | 6300          | 8600          | 10000         | 10000         |
| Расход топливного газа, кг/ч                    | 1820          | 1930          | 1820          | 2180          |
| Частота вращения ротора силовой турбины, об/мин | 8200          | 8200          | 8200          |               |
| Температура газов на выхлопе, К                 |               | 750           | 780           | 750           |
| КПД                                             | 26,1 %        | 32 %          | 33,2 %        | 33 %          |
| Топливо                                         | природный газ | природный газ | природный газ | природный газ |
| Ресурс, ч                                       | 33000         | 50000         |               | 50000         |

## Смотри Также
- Трофейные бригады
- Фердинанд Бранднер